# Exposição em tour
Uma exposição em tour é um tipo de exposição disponível em nível local, nacional ou internacional.
A inteira exposição, e eventuais serviços adicionais (como por exemplo seguro, transporte, armazenamento, conservação, montagem, instalação, etc.), pode ser alugada pelas organizações por um período de tempo determinado.
Este método de exposição aumenta as oportunidades do setor público de ter accesso a coleções e alonga o ciclo de vida da exposição.
A  exposição em tour è freqüentemente utilizada por museus e galerias para uma administraçao eficiente das coleções e geralmente são apoiadas por organizações governamentais com o objetivo de difundir culturas locais.
Como  reconhecimento da importância de exposição em viagem, o Conselho Internacional dos Museus (ICOM) estabeleceu o Comitê Internacional de Intercambio de Exposição (ICEE) em 1983, como um fórum sobre os diferentes aspectos do desenvolvimento, da circulação e do intercambio das exposições.